# Чеві-Чейз-В'ю (Меріленд)
Чеві-Чейз-В'ю (англ. Chevy Chase View) — місто (англ. town) в США, в окрузі Монтгомері штату Меріленд. Населення — 1005 осіб (2020).

## Географія
Чеві-Чейз-В'ю розташоване за координатами 39°1′9″ пн. ш. 77°4′52″ зх. д. / 39.01917° пн. ш. 77.08111° зх. д. (39.019270, -77.080984).  За даними Бюро перепису населення США в 2010 році місто мало площу 0,71 км², уся площа — суходіл.

## Демографія
Згідно з переписом 2010 року, у місті мешкало 920 осіб у 298 домогосподарствах у складі 250 родин. Густота населення становила 1288 осіб/км².  Було 311 помешкання (435/км²).
Расовий склад населення:
| - 94,3 % — білих - 2,2 % — чорних або афроамериканців - 2,0 % — азіатів - 0,1 % — вихідців з тихоокеанських островів - 0,1 % — корінних американців |

До двох чи більше рас належало 1,3 %. Частка іспаномовних становила 4,0 % від усіх жителів.
За віковим діапазоном населення розподілялося таким чином: 32,0 % — особи молодші 18 років, 51,9 % — особи у віці 18—64 років, 16,1 % — особи у віці 65 років та старші. Медіана віку мешканця становила 44,1 року. На 100 осіб жіночої статі у місті припадало 94,1 чоловіків;  на 100 жінок у віці від 18 років та старших — 93,8 чоловіків також старших 18 років.
За межею бідності перебувало 0,5 % осіб, у тому числі 0,0 % дітей у віці до 18 років та 0,0 % осіб у віці 65 років та старших.
Цивільне працевлаштоване населення становило 455 осіб. Основні галузі зайнятості: науковці, спеціалісти, менеджери — 26,8 %, освіта, охорона здоров'я та соціальна допомога — 23,7 %, фінанси, страхування та нерухомість — 13,8 %, публічна адміністрація — 7,7 %.